# Solomana Kante
Solomana Kante (ur. 1922, zm. 1987) – gwinejski pisarz pochodzenia malijskiego; twórca pisma N’Ko (1949), służącego do zapisu języków mande.
Stał na stanowisku, że języki mande potrzebują rodzimego systemu pisma, który miałby sprzyjać alfabetyzacji oraz promowaniu poczucia dumy i jedności kulturowej.